# Fenoll de llop
El fenoll de llop o botja groga (Bupleurum fruticescens), que no s'ha de confondre amb el matabou (Bupleurum fruticosum). és una espècie de subarbust dins la família de les apiàcies. La seva distribució està restringida a la península Ibèrica i al Magrib. Als Països Catalans és freqüent a Catalunya i País Valencià però és absent a les Balears. Viu em brolles i pastures camefítiques fins als 1.600 metres d'altitud, sovint en terrenys calcaris i de mala qualitat.

## Descripció
Planta perenne de 30 a 100 cm d'alçada, les tiges joves finament costato-verrucoses, arbust o mata llenyosa amb fulles lanceolato-linears sèssils de 2-10 x 0,2-0,4 cm distribuïdes regularment al llarg de les tiges. És una planta glauca, glabra molt ramificada. Les umbel·les són petites; flors grogues, fruit el·lipsoidal de 2 a 4 mm. Floreix de juliol a setembre. Als Països Catalans es presenta la subespècie fruticescens que és un endemisme ibèric.